# Mów do mnie
"Mów do mnie", utwór zespołu pochodzący z debiutanckiej płyty IRA, wydanej w grudniu 1989 roku przez firmę fonograficzną Pronit. Utwór został zamieszczony na dziewiątej przedostatniej pozycji na krążku, trwa 3 minuty i 40 sekund i jest jednym z krótszych utworów na płycie.
Tekst utworu Mów do mnie adresowany jest, podobnie jak to ma miejsce w utworach Adres w sercu oraz Zostań tu, do kobiety. Opowiada o mężczyźnie, który pragnie choć przez chwile pragnie być ze swoją ukochaną kobietą. Autorem tekstu do utworu jest wokalista grupy Artur Gadowski, oraz A.Gmitrzuk.
Na początku utworu słychać jedynie dźwięki fortepianu. Brzmienie gitary wchodzi dopiero po 1 minucie trwania utworu. Kompozycja utrzymana jest w rockowym brzmieniu, połączonym z melodyjną solówką gitarową. Kompozytorem piosenki jest gitarzysta grupy Kuba Płucisz.
W 1990 roku, obok piosenki Wszystko mogę mieć została nagrana angielska wersja tego utworu, z którą zespół wystąpił na Festiwalu w Sopocie w sierpniu 1990 roku. Kompozycja była grana także podczas trasy promującej debiutancką płytę oraz na koncertach po byłym ZSRR na przełomie kwietnia i maja 1990 roku. Obok piosenek Adres w sercu oraz Zostań tu cieszyła się największą popularnością. Po sukcesach płyty Mój dom przestała być grana na koncertach grupy i nie jest grana do dziś, mimo wielkiej chęci usłyszenia go na koncercie przez fanów.

## Inne wersje
- Wersja angielska wykonana podczas występu grupy na Festiwalu w Sopocie w sierpniu 1990 roku.

## Twórcy
IRA
- Artur Gadowski – śpiew, chórki
- Wojtek Owczarek – automat perkusyjny
- Kuba Płucisz – gitara, chór
- Dariusz Grudzień – gitara basowa, chór
- Tomasz Bracichowicz – instrumenty klawiszowe

Produkcja
- Nagrywany oraz miksowany: Listopad 1989 w CCS Studio w Warszawie
- Producent muzyczny: IRA
- Realizator nagrań: Jarosław Regulski
- Aranżacja: Kuba Płucisz, Dariusz Grudzień
- Tekst piosenki: Artur Gadowski
- Zdjęcia wykonali:  Marek Kotlimowski, Andrzej Stachura, Tadeusz Szmidt
- Wytwórnia: Pronit